# Inspiration porn
L'inspiration porn est la représentation de personnes handicapées en tant que sources d'inspiration, exclusivement, ou en partie sur la base de leur handicap,. 

## Historique

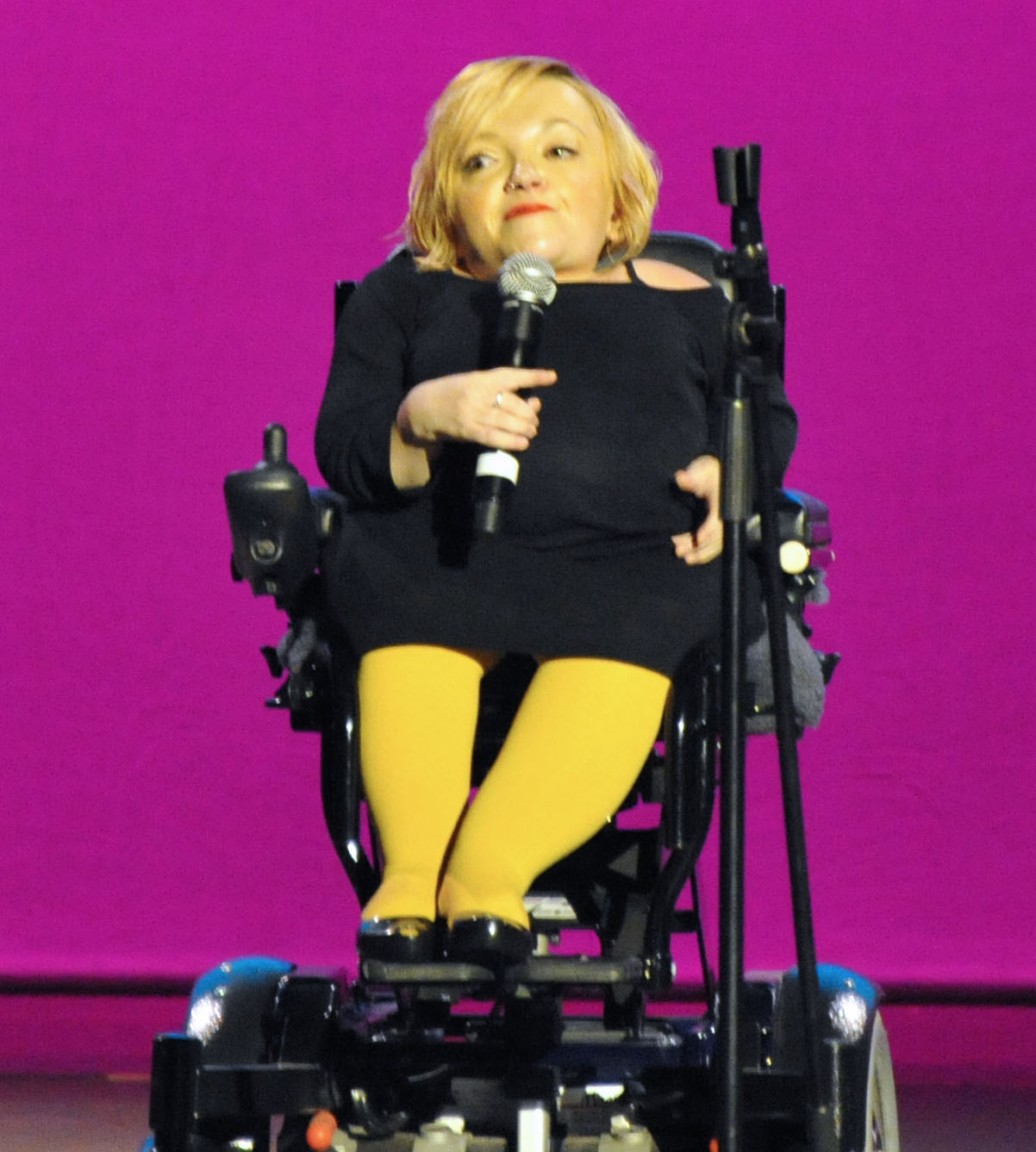
Stella Young est une comédienne, journaliste et militante australienne des droits des personnes handicapées.

Ce terme a été inventé en 2012 par une militante pour les droits des personnes handicapées, Stella Young, dans un éditorial du webzine de l'Australian Broadcasting Corporation, Ramp Up, et détaillé plus tard dans sa conférence TEDx. Elle rejette l'idée selon laquelle les personnes handicapées qui exercent des activités ordinaires devraient être considérées comme extraordinaires uniquement en raison de leur handicap.

## Critiques
Les critiques de l’inspiration porn font valoir que cela présente les personnes handicapées comme différentes ou autres, qu'il met en scène le handicap comme étant un fardeau (plutôt que de se concentrer sur les obstacles sociétaux à l'inclusion que rencontrent les personnes handicapées), et que la réduction des personnes handicapées au statut de source d'inspiration les déshumanise,.
En 2016, l'émission de télévision Speechless a exploré ce concept dans un épisode où elle explique que l’inspiration porn consiste à représenter des personnes handicapées comme unidimensionnelles, n'existant que pour réchauffer les cœurs et ouvrir les esprits des personnes valides.

### Académiques
- (en) Ben Whitburn, Disability Studies, Rotterdam, Sense Publishers, 2015, 215–224 p. (ISBN 978-94-6300-199-1, lire en ligne), « Attending to the Potholes of Disability Scholarship »
- Katie Ellis Gerard Goggin, « Disability Media Participation: Opportunities, Obstacles and Politics », Media International Australia, vol. 154, no 1,‎ 1er février 2015, p. 78-88 (DOI 10.1177/1329878X1515400111)
- Rebecca Rakowitz, « Inspiration porn: A look at the objectification of the disabled community », University of Alabama, 1er décembre 2016 (consulté le 22 décembre 2016)

### Médias mainstream
- David M. Perry, « inspiration Porn Further Disables the Disabled », America.aljazeera.com,‎ 2 juin 2015 (lire en ligne, consulté le 18 avril 2017)
- « Is it OK to call disabled people 'inspirational'? - BBC News », Bbc.com,‎ 16 février 2015 (lire en ligne, consulté le 18 avril 2017)
- Scott Jordan, « Miracle memes and inspiration porn: Internet viral images demean disabled people », Slate.com, 13 août 2014 (consulté le 18 avril 2017)
- « BBC World Service - BBC Trending, Disability as Inspiration: Positive or Patronising? », Bbc.co.uk,‎ 8 février 2015 (lire en ligne, consulté le 18 avril 2017)
- David M. Perry, « Down syndrome isn’t just cute », America.aljazeera.com,‎ 15 octobre 2014 (lire en ligne, consulté le 18 avril 2017)
- [Heideman 2014] Elizabeth Heideman, « Gabby Giffords and the Problem with ‘Inspiration Porn’ », The Daily Beast (consulté le 18 avril 2017)